# Ivan Daniliants
Ivan Daniliants, rum. Ivan Danilianţ, ros. Иван Альбертович Данильянц, Iwan Albiertowicz Daniljanc (ur. 20 lutego 1953 w Aszchabadzie, Turkmeńska SRR) – mołdawski piłkarz pochodzenia niemieckiego, grający na pozycji obrońcy lub pomocnika, trener piłkarski. Posiada obywatelstwo austriackie.

## Kariera piłkarska
W 1971 rozpoczął karierę piłkarską w klubie Stroitel Aszchabad, który potem zmienił nazwę na Kolhozçi. W 1977 przeszedł do Nistru Kiszyniów. W mołdawskim zespole rozegrał ponad 100 meczów i w 1981 zakończył karierę piłkarza.

## Kariera trenerska
Po zakończeniu kariery piłkarza rozpoczął pracę szkoleniowca. W latach 1981–1983 studiował w Wyższej Szkole Trenerów w Moskwie. Od 1984 do 1986 trenował zespół Zaria Bielce. W 1986 pracował na stanowisku administratora w Nistru Kiszyniów. W latach 1987–1990 prowadził Tiras Tyraspol. W sezonie 1990/91 krótko trenował Austrię Klagenfurt, a potem do 1994 szkolił juniorów w tym klubie. W 1993 roku otrzymał potwierdzenie licencji trenera ‘A’ UEFA. W latach 1994–1997 trenował reprezentację Karyntii U-16 i U-18. Od 6 czerwca 1998 do 8 września 1999 prowadził narodową reprezentację Mołdawii. Potem powrócił do Austrii, gdzie pracował jako dyrektor sportowy FC Kärnten. W roku 2000 stał na czele klubu Sheriff Tyraspol. Potem znowu wyjechał do Austrii, gdzie w latach 2001–2006 pracował jako dyrektor sportowy SAK Klagenfurt.
W 2004 roku otrzymał dyplom UEFA „PRO” licencji z wyróżnieniem. W latach 2006–2009 obejmował stanowisko Dyrektora Departamentu Edukacji i Licencjonowania trenerów według programu UEFA w Federacji Piłkarskiej Mołdawii. W 2010 został zaproszony do Rubinu Kazań, gdzie został szefem programu rozwoju młodzieży. W końcu 2013 roku po dymisji trenera Gurbana Berdiýewa opuścił Rubin. W styczniu 2015 dołączył do sztabu szkoleniowego Gurbana Berdiýewa, który został mianowany na stanowisko głównego trenera FK Rostów.